# Pavel Mára

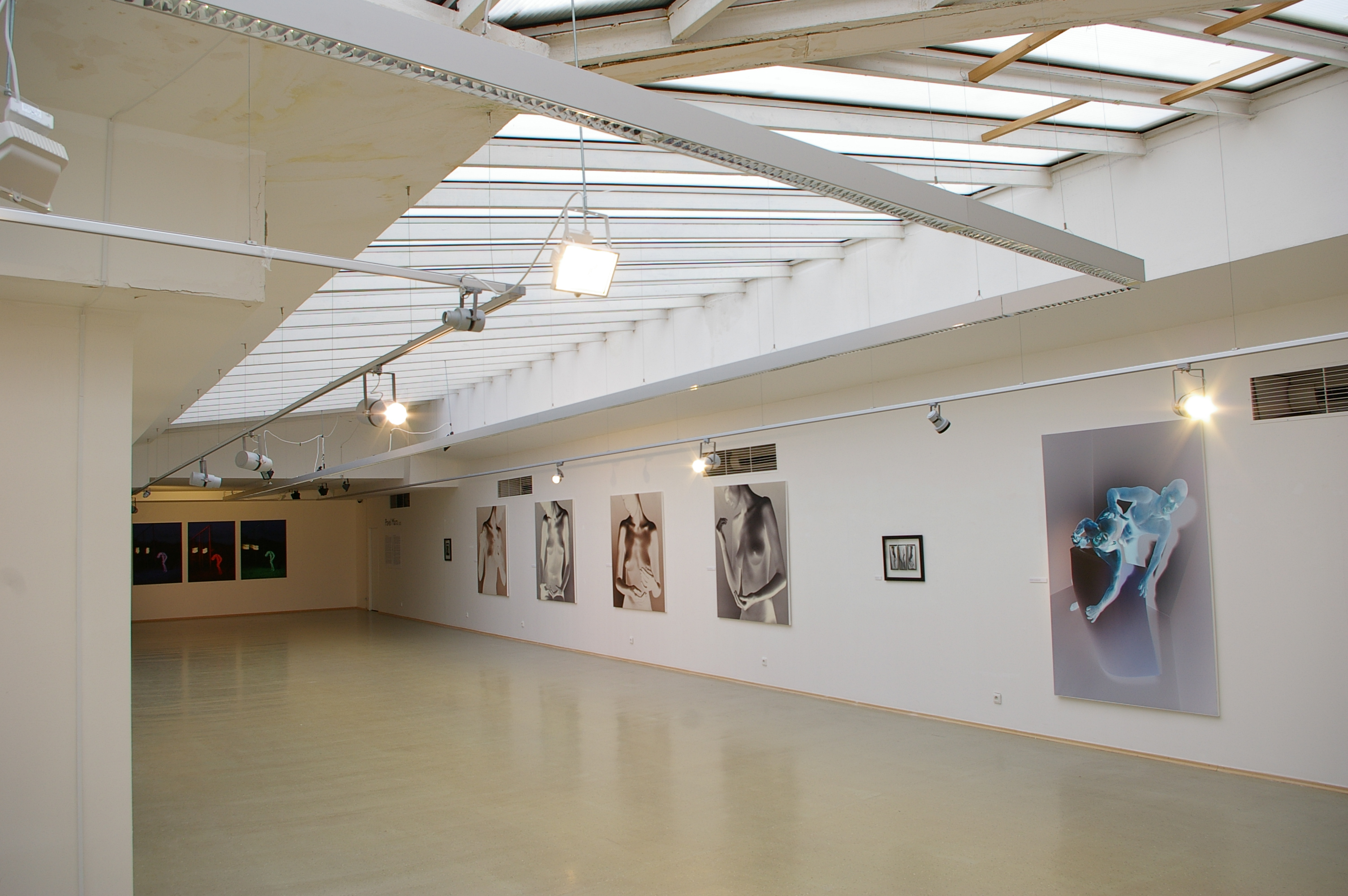
Výstava Pavla Máry, Měsíc fotografie Bratislava, 2012

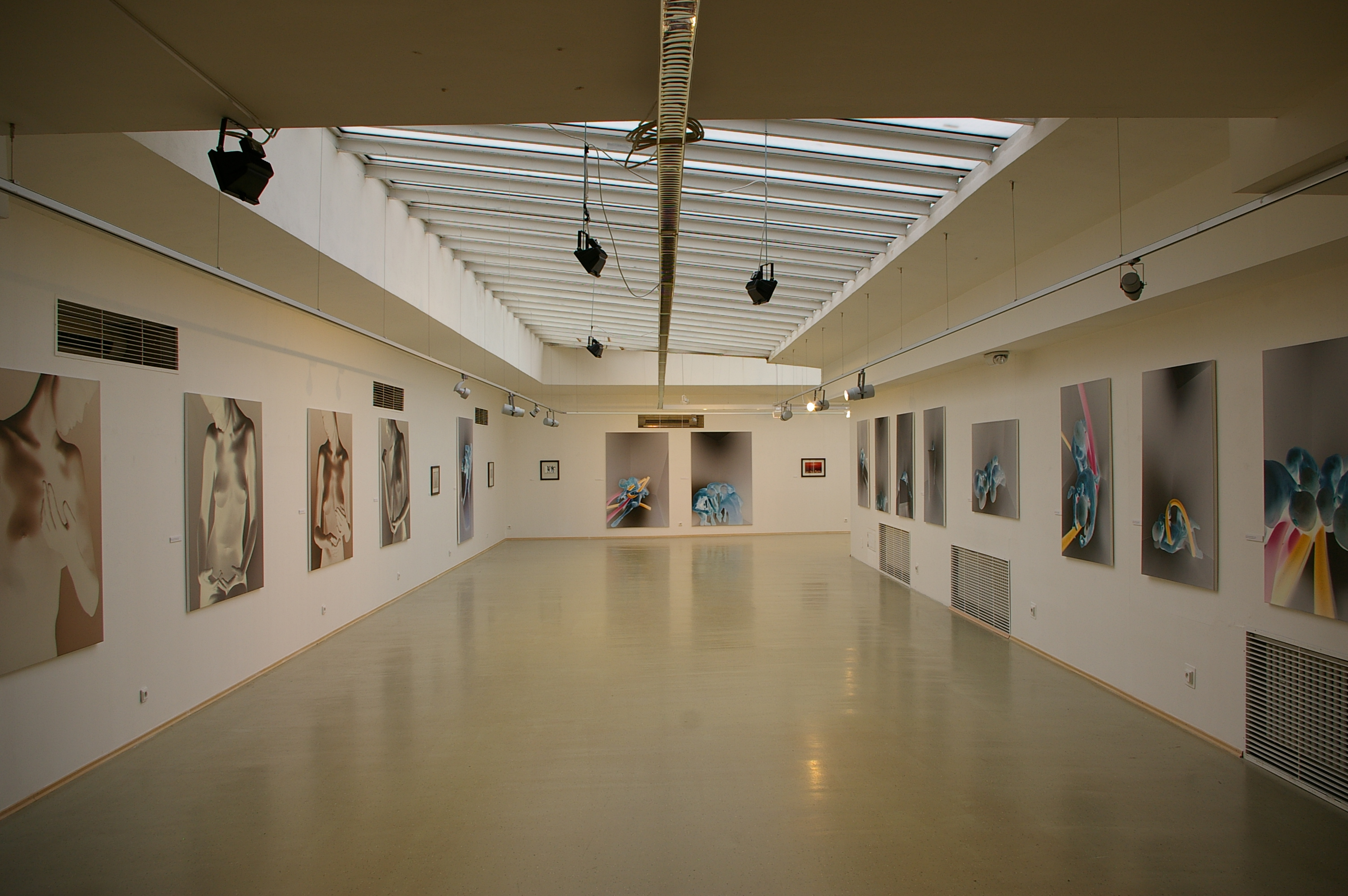
Výstava Pavla Máry, Měsíc fotografie Bratislava, 2012

Pavel Mára (* 20. října 1951, Praha) je český fotograf a vysokoškolský pedagog. Ve volné tvorbě se zaměřuje na akt.

## Studia
Mára vystudoval Střední průmyslovou školu grafickou v Praze (1967–1971) a poté dvakrát absolvoval Filmovou a televizní fakultu Akademie múzických umění (mezi roky 1971–1975 katedru kamery, v letech 1976—1981 katedru fotografie).

## Fotografická praxe
V rané tvorbě Mára kombinoval své zkušenosti ze studia kamery a fotografie, když vytvářel audiovizuální představení promítaná soustavou diaprojektorů, tzv. polyekran. Tato metoda byla využita např. u volných multiprojekcí Kov a Sen o počítači, které byly uvedené v Praze na Interkameře v roce 1983 nebo u audiovize Magické auto pro Škoda Auto Muzeum v Mladé Boleslavi v roce 1996). Ve statické tvorbě se věnoval především moderním zátiším, aktům a portrétům, které ovšem bývaly vzdálené od tradičního pojetí (např. serigrafie, fotografie na plátně, fotoplastiky, reliéfy v zinku a skle aj.). Patřil do nevelké skupiny českých autorů, kteří v 80. letech 20. století tvůrčím způsobem pracovali s barevným obrazem.
Márův tvůrčí styl se začal utvářet v 2. polovině 70. let, kdy v oblasti zátiší pracoval na rozsáhlém minimalistickém barevném cyklu Mechanická zátiší. Po období věnovaném polyekranu se v druhé polovině 80. let přeorientoval na figurální tvorbu a zaměřil na fotografie na pomezí portrétu a aktu (např. soubory Roušky z roku 1989, Triptychy z roku 1993). Na velkoformátový soubor Korpusy z roku 1988 navázal na konci 90. let cyklem Mechanické korpusy. V posledním desetiletí dále vytvořil řadu aktů Madony (1999), figurálně orientovaný soubor tisků na plátně Prostor (2002) a velkoformátové tisky na plátně Hlavy, Triptychy a Průhledy-Tunel.
V oblasti užité fotografie se zaměřuje na plakáty a kalendáře. Známý je např. jeho soubor stylizovaných portrétů určených pro propagaci Shakespearovských letních slavností na Pražském hradě. Velkoformátová podoba souboru Madony byla součástí pavilonu České republiky na výstavě EXPO 2000 v Hannoveru.

## Pedagogická praxe
Pedagogické praxi se věnuje od roku 1991, kdy společně se svou tehdejší ženou Helenou Márovou pořádal tvůrčí dílny v Praze a na statku U Žáků v části obce Kluky–Dobešice. V letech 1995–1996 externě vyučoval na katedře fotografie FAMU. V současnosti působí na Institutu tvůrčí fotografie Slezské univerzity v Opavě. V listopadu 2009 získal vědecko-pedagogickou hodnost docent.

## Členství v profesních sdruženích
Pavel Mára je od roku 1990 členem Asociace fotografů ČR a Pražského domu fotografie. V roce 2001 vstoupil do Spolku výtvarných umělců Mánes, od roku 2000 je členem Syndikátu novinářů ČR.
Od roku 1999 působí v redakční radě časopisu Film a doba.

## Ocenění
Asociace profesionálních fotografů České republiky ho vyhlásila Osobností české fotografie za nejvýznamnější počin roku 2015 